# Philipp Kraus (Sänger)
Philipp Kraus (* 18. Mai 1879 in Frankenthal; † Oktober 1964 in Söcking, Starnberg) war ein deutscher Opernsänger (Bariton), Regisseur und Gesangslehrer.

## Biografie
Kraus war der Sohn eines Kistenfabrikanten, der später in Memel wohnte. Früh zeigte sich seine Gesangsbegabung und so absolvierte er statt einer Hotellehre ab 1904 eine Gesangsausbildung zum Bariton. In Frankfurt am Main schloss er die Ausbildung ab und erhielt 1906 sein erstes Engagement in Colmar im Elsass. Er wechselte dann nach Erfurt und später nach Basel. Im Ersten Weltkrieg diente er als Soldat und wurde 1915 durch einen Kopfschuss schwer verwundet. Seit 1916 hatte er dann wieder Bühnenauftritte in Berlin, Hamburg und Bremen.
In Bremen trat er erst als lyrischer Bariton auf und später als Charakterbariton. 1919 heiratete er die Sängerin und Gesangspädagogin Grete Fritzsche, die Tochter eines Berliner Kapellmeisters. 1925 sang er bei den Bayreuther Festspielen und hatte als Partner unter anderem Enrico Caruso und Leo Slezak. Bis 1936 sang er viele deutsche Opern u. a. in Berlin. Zugleich organisierten er und seine Frau gut besuchte Konzerte. Er wurde  Ehrenmitglied des Bremer Staatstheaters und war dort auch als Opernregisseur und Oberspielleiter tätig. 1942 bis 1944 trat er als Operettenbuffo am Stadttheater in Greifswald auf.
Nach dem Zweiten Weltkrieg erhielt Kraus von der US-Militärregierung die Lizenz, als Direktor das Bremische Opernhaus zu betreiben. Das Musiktheaterensemble gab seit 1945 Vorstellungen mit bekannten Opernauszügen in Bürgerhäusern, Kinos und in der Kunsthalle. 1946 endete bereits sein Direktorium.
Kraus wirkte bis 1962 in der Gesangsschule seiner Frau in Bremen. 1963 zogen beide nach Söcking an den Starnberger See. Nach seinem Tod zog die Witwe nach Bremen zurück und auch seine Urne wurde in Bremen bestattet. Ihr Sohn Fritz Kraus (* 1920) erhielt auch eine Gesangsausbildung und wirkte als Sänger, Schauspieler und Inspizient am Theater Bremen.